# تشارلز ديفيد كورتيس
تشارلز ديفيد كورتيس (بالإنجليزية: Charles David Curtis)‏ هو جيولوجي بريطاني، ولد في 1939.